# 巴·恩多
巴·恩多（法語：Bah N'Daw / Ba N'Daou，1950年8月23日—），马里政治人物，前国防部长。2020年9月25日正式宣誓就任过渡总统。

## 生平
1950年8月23日生于马里中部塞古区桑鎮。1973年志愿参军，毕业于庫利科羅联合军校。1974年，他被派往苏联接受直升机培训。1977年转入空军。他曾一度担任总统穆萨·特拉奥雷的侍从官。1994年，他毕业于法国的巴黎軍事學校。2003年至2004年，任马里空军參謀長。2008年至2012年，担任退伍军人事务局长。他以少校军衔退役。
2014年5月28日，他接替苏梅卢·布贝耶·马伊加出任国防和退伍军人事务部长。任内，他致力于马里武装部队的改革。同时与法国军队合作，部署薮猫行动和巴爾赫內行動，打击国内叛军。
2020年8月马里政变后，成立致敬人民全国委员会，阿西米·戈伊塔上校任主席。同年9月21日，委员会单独成立的17人选举团任命巴·恩多为过渡总统、阿西米·戈伊塔为过渡副总统。他于9月25日正式宣誓就任。过渡期持续18个月。但他上任僅8個月後亦被軍方推翻。

## 个人
曾获军官级马里国家勋章等荣誉。懂班巴拉语、法语、俄语和英语。